# Ay Deus se sab'ora meu amado
Ay Deus se sab'ora meu amado é uma cantiga de amigo de autoria de Martin Codax.

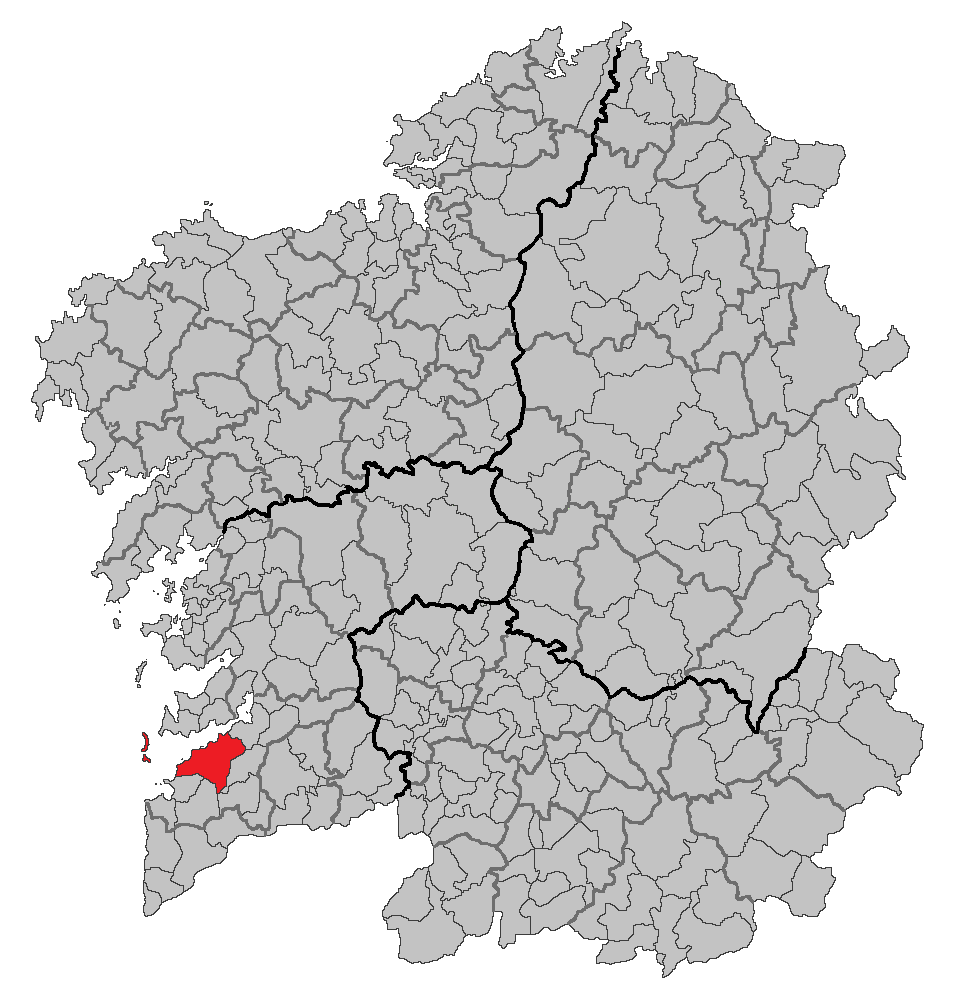
Localização da cidade de Vigo no litoral galego

## Os versos
Ay Deus, se sab'ora meu amigo
com'eu senlheira estou en Vigo
e vou namorada!
Ay Deus, se sab'ora meu amado
com'eu en Vigo senlheira manho!
e vou namorada!
Com'eu senlheira estou em Vigo
e nulhas guardas  non ei comigo
e vou namorada!
Com'eu en Vigo senlheira manho
e nulhas guardas migo non trago
e vou namorada!
E nulhas guardas non el comigo,
ergas meus olhos que choran migo
e vou namorada!
E nulhas guardas migo non trago,
ergas meus olhos que choran ambos
e vou namorada!